# Velký Valtinov
Velký Valtinov è un comune della Repubblica Ceca facente parte del distretto di Česká Lípa, nella regione di Liberec.